# Nord (Groenlandia)
La Estación Nord (en español, Estación Norte) es una estación científica y militar en el noreste de Groenlandia a 1700 kilómetros al norte del círculo ártico. Se encuentra a 924 kilómetros del polo norte geográfico, en la península de la Princesa Ingeborg en el norte de la Tierra del Príncipe Cristian, lo que la convierte en el segundo asentamiento permanente y base más norteña de todo Parque nacional del noreste de Groenlandia (existen dos estaciones más al norte en la Tierra de Peary, Brønlundhus y Kap Harald Moltke, pero no están habitadas en forma permanente). La base del Comando de Defensa Danés cuenta con cinco suboficiales que cumplen con rotaciones de 26 meses; también existen instalaciones para albergar a más de veinte científicos y otros durante los meses de verano. La estación tiene aproximadamente 35 edificios. No se puede llegar por barco; el hielo en la zona solo permite el paso en barco cada cinco a diez años. La oscuridad en el invierno se extiende desde el 15 de noviembre al 28 de enero.

## Historia

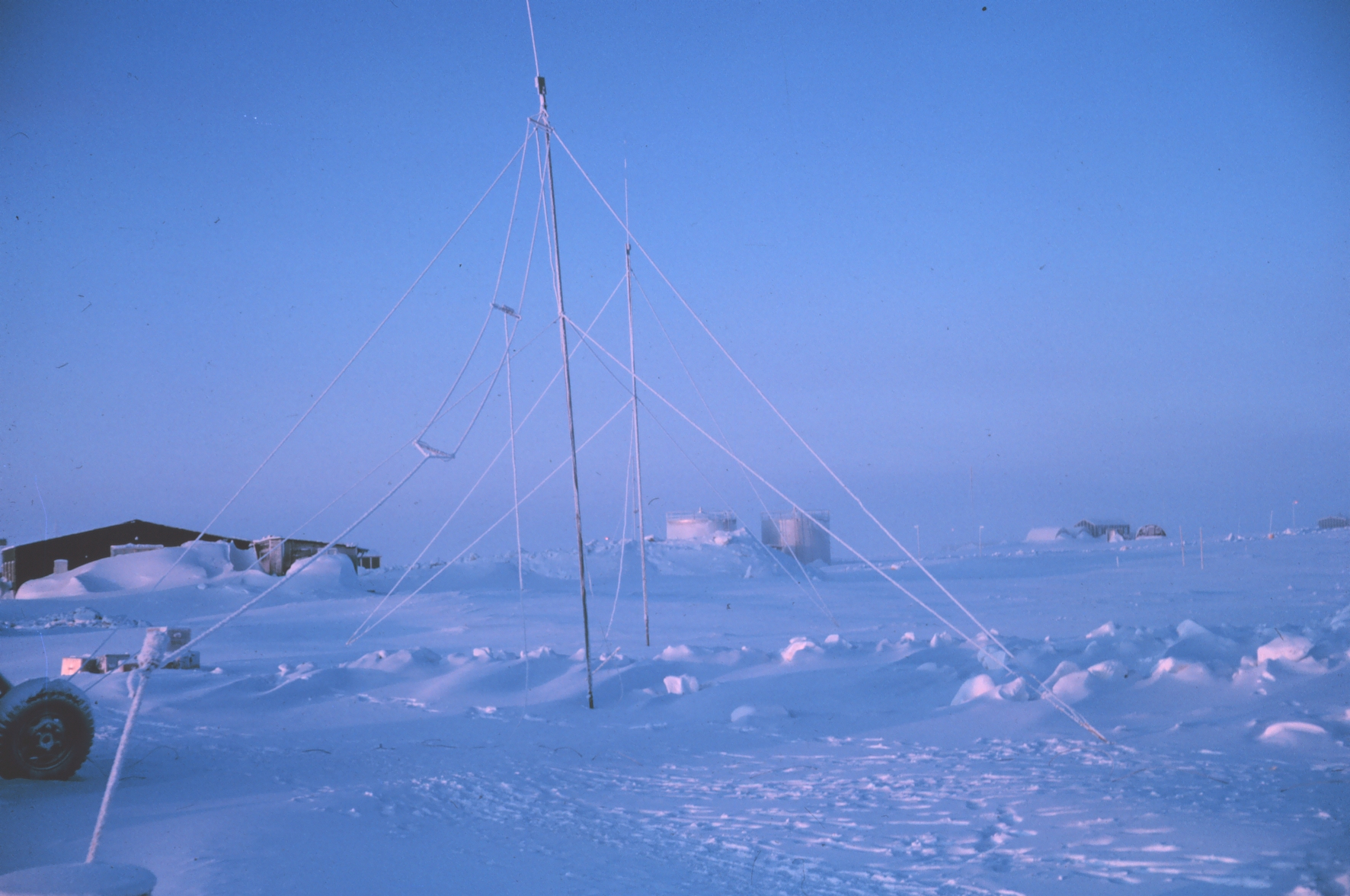
Estación Nord en 1967

### Periodo conjunto danés-estadounidense
En junio de 1950, la Agencia Meteorológica de los Estados Unidos desarrolló los primeros planes para una estación meteorológica conjunta en el noreste de Groenlandia para complementar a las estaciones meteorológicas conjuntas construidas con Canadá en el Ártico. En ese entonces, Thule era una estación meteorológica conjunta danesa-estadounidense. Al año siguiente, en conjunto con la construcción de la Base Aérea de Thule, el coronel de origen noruego de la Fuerza Aérea de Estados Unidos, Bernt Balchen, quien en ese entonces lideraba los esfuerzos en el Ártico estadounidense, propuso la construcción de una base aérea importante en el Noreste de Groenlandia. Esta sería útil para cobertura de radar, ayudas de navegación, búsqueda y rescate, y recuperación de bombarderos pesados que regresaban de la Unión Soviética. Inicialmente se contemplaron dos pistas de aterrizaje de 10 000 pies. Luego de consultar con Dinamarca, se instaló una estación meteorológica en Nord el 1 de mayo de 1952, y una pista de aterrizaje construida por los Estados Unidos fue habilitada para julio de ese año. En ese entonces, el interés de los EUA se mantenía en la posibilidad de construir una pista de aterrizaje importante cerca de Nord o de la Tierra de Peary.
Para febrero de 1953, la Fuerza Aérea estadounidense abandonó los planes de construcción de una base aérea y se conformó con rol más limitado para la pista de aterrizaje en Nord. Durante ese verano, un equipo de 41 daneses realizó una expansión de la pista de grava y la estación meteorológica completa se hizo operacional el 1 de octubre. La principal razón para la reducción de los planes estadounidenses fue la dificultad y el costo del reabastecimiento del lugar. Los hielos polares permanentes impiden que sea abastecido por mar, y los intentos de trasladar los suministros más pesados utilizando convoyes que crucen la capa de hielo de Groenlandia desde Camp TUTO fueron problemáticos. Todo terminó siendo enviado por avión desde Thule. Aunque inicialmente esta fue una tarea de la USAF, más adelante fue transferida a la Real Fuerza Aérea Danesa, la cual abesteció a Nord desde Thule con aviones C-130s en operaciones bianuales de nombre código Hielo Brillante. Hoy en día estas operaciones de suministro son llevadas a cabo por una empresa comercial.
Otro factor fue la sensibilidad danesa en relación con las actividades estadounidenses. Fue muy importante por parte del gobierno danés el evitar que la presencia estadounidense sea permanente, y por esta razón Dinamarca asumió la responsabilidad de las operaciones de Nord y rechazó la oferta de EUA de alquilar la estación. El acuerdo, codificado como Memorando de Entendimiento en 1954, era de que Nord estaría disponible para las fuerzas estadounidenses cuando la requieran; no obstante las propuestas posteriores (1957) de establecer una base importante de inteligencia electrónica fueron trasladadas a CFS Alert. Nord sí funcionó como un sitio de recuperación de emergencia para bombarderos estadounidenses y para el ocasional avión civil en problemas en los años 1950. Una estación estadounidense de rastreo satelital también operó en el lugar.
En 1968, se reportó que Nord contaba con un personal de 30 hombres, 25 edificios y siete antenas. Las comunicaciones rutinarias se realizaban a través de radiotelegrafía a Angmagssalik. Para cuando las responsabilidades estadounidenses expiraron, Nord tenía una pista de aterrizaje de 6200 pies (80 de elevación), una radiobaliza no direccional, un observatorio meteorológico para observaciones sinópticas y de radiosonda, y una estación sísmica.

### Periodo danés
La estación original fue construida por Grønlands Televæsen para los estadounidenses durante el periodo de 1952 a 1956 como una estación meteorológica y de comunicaciones con una pista de aterrizaje, de código ICAO BGMI. Desde la perspectiva danesa, Nord era una necesidad desde el punto de vista meteorológico ya que era la única estación a cientos de kilómetros a la redonda, y también como base de reabastecimiento para la Patrulla Sirio, una patrulla de trineo jalada por perros que reemplazó a la patrulla de trineo improvisada durante la guerra en el parque nacional del Noreste de Groenlandia. La construcción de la Estación Nord fue realizada por empresas constructoras danesas y financiada por el gobierno de ese país, y los estadounidenses proveyeron con el transporte de los equipos desde la base aérea de Thule y pagaron subsidios para mantener las operaciones de la estación. Parte de los equipos que fueron proveídos en un principio por la Fuerza Aérea de los EE. UU. aún siguen siendo utilizados. Hasta su cierre en 1972 fue administrada como una base civil por la Organización Técnica de Groenlandia.
En 1964, cuando Dinamarca solicitó fondos para la reparación de la pista, el Departamento de Estado informó que Nord ya no era esencial y que se deberían hacer nuevos acuerdos para cubrir los costos; sin embargo, las agencias danesas no se podía poner de acuerdo sobre quién debía correr con los costos. En abril de 1971, los estadounidenses anunciaron que la Fuerza Aérea de ese país dejaría de enviar suministros y combustible desde Thule a la estación Nord. Sin el apoyo estadounidense, el gobierno danés decidió cerrar la estación ya que las agencias relevantes que fueron consultadas determinaron que era muy caro mantenerla abierta. Luego de su cierre a finales de junio de 1972, muchos científicos y oficiales militares protestaron y demandaron que fuera abierta una vez más. La Estación Nord era importante para el ejército y fuerza aérea daneses como una base militar, permitiéndoles volar a la parte norte del parque nacional y como apoyo de la Patrulla Sirio; además, las actividades científicas civiles en el área estaban incrementando en forma gradual. En 1974 el Comando de Defensa envió planes para la construcción de una estación de patrullaje y una pista de aterrizaje. El reconocimiento comenzó en marzo de 1974 por parte de la fuerza aérea y helicópteros del “Grønlandsfly” y cabañas para la patrulla de trineo comenzaron a ser construidas y los almacenes de la patrulla reabastecidos nuevamente.
Con la creación de una nueva estación meteorológica y una nueva base, Nord fue reabierta en agosto de 1975 por el Comando de Defensa Danés como una base militar por un periodo de prueba. La estación fue reconocida como un importante punto de acceso a partes de Groenlandia normalmente inaccesibles y fue hecha permanente. Hoy en día la operación de la estación está bajo responsabilidad Mando Conjunto del Ártico (Arktisk Kommando), pero es operada en el día a día por personal de los tres servicios y cinco voluntarios están estacionados allí por turnos de 26 meses con un periodo de descanso de 3 a 5 semanas entre medio. La pista de aterrizaje se mantiene abierta durante aproximadamente 300 días al año y es mantenida por dos máquinas quitanieves y dos barredoras de nieves.

## Clima
Nord tiene un clima polar extremadamente frío con veranos muy cortos y frescos con temperaturas promedio de varios grados por debajo del punto de congelamiento.
| Parámetros climáticos promedio de Nord | Parámetros climáticos promedio de Nord | Parámetros climáticos promedio de Nord | Parámetros climáticos promedio de Nord | Parámetros climáticos promedio de Nord | Parámetros climáticos promedio de Nord | Parámetros climáticos promedio de Nord | Parámetros climáticos promedio de Nord | Parámetros climáticos promedio de Nord | Parámetros climáticos promedio de Nord | Parámetros climáticos promedio de Nord | Parámetros climáticos promedio de Nord | Parámetros climáticos promedio de Nord | Parámetros climáticos promedio de Nord |
| Mes                                    | Ene.                                   | Feb.                                   | Mar.                                   | Abr.                                   | May.                                   | Jun.                                   | Jul.                                   | Ago.                                   | Sep.                                   | Oct.                                   | Nov.                                   | Dic.                                   | Anual                                  |
| -------------------------------------- | -------------------------------------- | -------------------------------------- | -------------------------------------- | -------------------------------------- | -------------------------------------- | -------------------------------------- | -------------------------------------- | -------------------------------------- | -------------------------------------- | -------------------------------------- | -------------------------------------- | -------------------------------------- | -------------------------------------- |
| Temp. máx. abs. (°C)                   | -10.5                                  | -7.6                                   | -4.4                                   | -1.8                                   | 2.4                                    | 4.6                                    | 5.9                                    | 4.1                                    | 1.5                                    | -3.4                                   | -8.6                                   | -11.2                                  | 14                                     |
| Temp. máx. media (°C)                  | -30.2                                  | -28.6                                  | -23.2                                  | -18.6                                  | -6.3                                   | 0.6                                    | 2.0                                    | 1.3                                    | -3.5                                   | -18.9                                  | -22.3                                  | -27.8                                  | -14.6                                  |
| Temp. mín. media (°C)                  | -39.8                                  | -33.5                                  | -26.5                                  | -23.4                                  | -17.2                                  | -8.0                                   | -2.8                                   | -5.4                                   | -15.8                                  | -21.2                                  | -27.7                                  | -29.5                                  | -20.9                                  |
| Temp. mín. abs. (°C)                   | -54.3                                  | -47.4                                  | -46.2                                  | -37.6                                  | -24.5                                  | -19.4                                  | -10.3                                  | -14.4                                  | -21.9                                  | -33.6                                  | -45.9                                  | -49.3                                  | '                                      |
| Fuente: Weatherbase                    |                                        |                                        |                                        |                                        |                                        |                                        |                                        |                                        |                                        |                                        |                                        |                                        |                                        |